# 小行星4197
梦神星（英語：4197 Morpheus，小行星4197）是一颗围绕太阳公转的小行星。1982年10月11日，埃莉諾·赫琳、尤金·舒梅克在帕洛马山发现了此天体，并以希腊神话中的梦神摩耳甫斯（Morpheus）命名。
这颗小行星的绝对星等为122.3401585404381等。